# Auditorio Príncipe Felipe
El Auditorio-Palacio de Congresos Príncipe Felipe es un auditorio y palacio de congresos que se encuentra en la ciudad española de Oviedo (Asturias) y se inauguró el 29 de abril de 1999.

## Descripción
El edificio se erigió sobre el antiguo depósito de aguas de la ciudad en el barrio de Llamaquique, que databa de 1846, algunas de cuyas estructuras fueron incorporadas al proyecto y son especialmente visibles en las plantas inferiores.
Tiene 4500 m² de planta y 18 500 m² de superficie construida. Lo diseñó el arquitecto Rafael Beca con un presupuesto de unos 18 millones de euros.
La sala principal y la polivalente pueden funcionar juntas o por separado, sumando entre las dos un aforo de 2 388 personas. Bajo la sala polivalente se encuentra la sala de cámara, que tiene 400 localidades, y en la parte de arriba hay diversas salas de conferencias con casi 500 butacas. 
Uno de los aspectos más cuidados del auditorio fue la acústica, de la que se encargó el físico catalán Higini Arau. 
En las fachadas destaca el agua como elemento incorporado tanto en las fuentes del perímetro del auditorio como en las cristaleras del edificio, recordando el antiguo uso de la zona como depósito de agua.
Desde su apertura vienen celebrándose en el auditorio distintos congresos, conferencias, exposiciones, muestras monográficas, conciertos... En la actualidad, es sede de la Orquesta Sinfónica del Principado de Asturias y del conjunto de música barroca Forma Antiqva. Es además la sede anual del concierto de los Premios Princesa de Asturias.